# Gà Langshan Đức
Gà Langshan Đức là giống gà được phát triển từ gà Croad Langshan nhập khẩu vào Đức. Nó là một giống gà lớn, mạnh mẽ với chiều cao đặc biệt. Mặc dù thường được nuôi để trình diễn, nó có ứng dụng thực tế như một loại gà đẻ trứng và nuôi lấy thịt. Gà Langshan Đức có kích thước tiêu chuẩn là không phổ biến ở cả Hoa Kỳ và Vương quốc Anh, nhưng gà bantam loại này phổ biến tại Anh.

## Lịch sử
Giống Croad Langshan lần đầu tiên được nhập khẩu vào Vương quốc Anh vào năm 1969, và từ đó đến Đức. Cùng với các giống gà Minorca và Plymouth Rock, Croad Langshan được sử dụng trong việc tạo ra gà Langshan của Đức. Thông qua nhân giống chọn lọc đã tạo ra một con gà màu nâu, khác biệt rõ rệt so với các giống Langshan khác thường được công nhận là lông trắng, đen hoặc xanh. Việc tạo giống gà Langshan của Đức đã được hoàn thành vào đầu thế kỷ XX.

## Ngoại hình
Gà Langshan Đức là một con gà lớn, nặng: gà trống nặng khoảng 4 kg. Những con gà giống này có một đường viền lưng và một cái đuôi tương đối nhỏ. Với đôi chân dài và tư thế thẳng đứng, gà giống này thường được ví như một ly rượu. Họ có một cái lược. Như đã nói ở trên, chân của chúng không có lông che phủ.

## Màu sắc
Giống gà này chỉ thường có ba màu: đen, xanh dương, và trắng; những màu khác được biết đến, nhưng khá hiếm.